# Forhandlingsret
Forhandlingsret er et begreb i dansk arbejdsret, der dækker over i hvilket omfang faglige organisationer er berettiget til at forhandle løn og ansættelsesvilkår på vegne af lønmodtagere, såkaldte kollektive forhandlinger.

## Dansk ret
Der er i Danmark ikke regler, som favoriserer bestemte faglige organisationer med en »forhandlingsret«, der skal imødekommes (bortset fra en eksisterende overenskomst). Afgørende for en organisations muligheder for at opnå forhandling (om overenskomst) er derimod, om organisationen har styrke til gennem iværksættelse af kollektiv aktion blandt sine medlemmer at gennemtvinge en sådan forhandling.
Den fagforening, der i forvejen har overenskomst med en virksomhed har forhandlingsret til kollektive forhandlinger. Såfremt en fagforening ikke i forvejen har en overenskomst på et område, så har en sådan fagforening før Demir og Baykaya-dommen alene været betragtet som berettiget til at forhandle individuelt på vegne af fagforeningens medlemmer, men ikke nødvendigvis kollektivt om overenskomst. En sådan fagforening vil/ville således skulle lykkes med at overtale arbejdsgiveren til at indgå i kollektive forhandlinger, evt. via en interessetvist (en såkaldt kollektiv arbejdskonflikt). Det vil som udgangspunkt være retsstridigt at retsforfølge arbejdstagerne for handlinger, der udgør en del af en sådan interessetvist.
Ifølge funktionærloven § 10 kan et personale dog kræve organisationsmæssig forhandling med arbejdsgiveren om løn- og arbejdsvilkår. Reglerne herom er meget lidt brugt, da forhandlingskrav om opnåelse af en tilfredsstillende overenskomst efter dansk ret kan understøttes ved kollektive kampmidler, der i kraft af den høje organisationsprocent i Danmark i reglen er mere effektive end påkaldelse af funktionærlovens forhandlingsregel.
I Danmark kan der lovligt føres en kollektiv arbejdskonflikt for at opnå overenkomsten, uanset om området er overenskomstdækket til anden side i forvejen, såfremt disse fagforeninger ikke er medlem af samme hovedorganisation.
Eksempler på områder hvor flere fagforeninger har forhandlingsret til samme område via konkurrerende overenskomster, der dækker samme område kan forekomme, men er sjældne.
Begrebet forhandlingsret er omtvistet, herunder i hvilket omfang forrangssystemer, der tilgodeser visse fagforeninger eksisterer i Danmark samt hvilke implikationer Demir og Baykara-dommen har. 

## Arbejdsgivers rolle
Arbejdsgivere er som udgangspunkt (bortset fra tjenestemænd) frit stillet med hensyn til om de ønsker at indgå en overenskomst. Har arbejdsgiveren allerede oprettet kollektiv overenskomst, skal han imidlertid forhandle alle opståede stridsspørgsmål i henhold til det i denne hjemlede tvisteløsningssystem.

## Eksempler på anvendelse af begrebet
Tjenestemandslovens § 49 med tilhørende bekendtgørelse er et eksempel på anvendelse af begrebet forhandlingsret. Loven tillægger forhandlingsret til centralorganisationer, der for tiden er indgået med 4 navngivne organisationer. Kravet om at fagforeningen skal være en centralorganisation udgør ifølge Finansministeriet ikke nogen begrænsning for, hvilke faglige organisationer der i fremtiden måtte kunne indgås aftale med.
I henhold til Personalestyrelsens regler skal forhandlinger påbegyndes senest 3 uger efter, at en anmodning om forhandling er modtaget, medmindre parterne enes om andet. Selv om løn- og andre ansættelsesvilkår fastsættes ved aftale, kan der ikke indgås aftale om ansættelsesvilkår, der bestemmes ved lov eller fastsættes i henhold til lov.

## International beskyttelse
Retten til kollektive forhandlinger er anerkendt via internationale menneskerettighedskonventioner. 
Artikel 23 i FNs Menneskerettighedserklæring identificerer muligheden for at organisere fagforeninger som en fundamental menneskeret. Den samme beskyttelse er anerkendt i ILOs deklaration om fundamentale principper og rettigheder på arbejdspladsen,  og EU's Charter om Grundlæggende Rettigheder, artikel 28.
Artikel 11 i Den Europæiske Menneskerettighedskonvention beskytter det frie fagforeningsvalg. I henhold til praksis fra Den Europæiske Menneskerettighedsdomstol er retten til at forhandle, individuelt og kollektivt, en del af EMRK-beskyttelsen og således rettigheder, der tilkommer alle fagforeninger. Sagen Demir og Baykara mod Tyrkiet fra Den Europæiske Menneskerettighedsdomstol fastslog at enhver har ret til at danne en fagforening, at tilslutte sig en fagforening, at undlade at tilslutte sig en fagforening samt at fagforeninger har ret til at forhandle såvel individuelt og kollektivt på vegne af foreningens medlemmer.
Begrebet forhandlingsret er dermed udsat for betydningsmæssigt at ændres væsentligt i Europa, idet det område dommen levner for nationale forrangssystemer til repræsentative fagforeninger synes overordentligt snævert.